# 里加车辆制造厂
里加车辆制造厂（简称，简称）是拉脱维亚的一家铁路车辆制造商，公司位于拉脱维亚首都里加。

## 历史

### 初创时期
里加车辆制造厂的前身为创立于19世纪末的“凤凰车辆厂”。1895年3月31日，奥地利工业家奥斯卡·弗雷维斯（Oskars Freyvirts）经沙皇尼古拉二世授权，获批准在里加建立一个生产铁路车辆的大型工厂，为里加-普斯科夫铁路提供车辆，工厂被命名为“凤凰”（«Fenikss»）。凤凰车辆厂在1897年竣工投产，专业从事铁路客车和铁路货车的设计制造，工厂设有装配和锻造车间等多个部门，拥有2000多名工人。至1902年，工厂已经生产了约7000辆各类型车辆。1910年，工厂进行了大规模的技术改造，以提高工厂生产能力，并成为俄国最大的铁路车辆制造厂。在第一次世界大战期间，工厂被迫撤退到雷宾斯克。一战结束后，拉脱维亚于1918年11月宣布独立，成立拉脱维亚共和国。1920年代，凤凰车辆厂开始进行重建和改造，以满足拉脱维亚铁路运输的需要，并应用了多种新的技术例如电弧炉炼钢。1927年，凤凰车辆厂生产了1615辆铁路客车和9750辆铁路货车，其中4750辆为二轴货车，其余均为四轴货车。同时，工厂的产品亦大量对外出口，苏联仅在1928年就向工厂订购了1180辆四轴货车。1930年代，凤凰车辆厂获得美国福特汽车的生产授权，开始涉足汽车制造领域。1934年，工厂开始生产货运汽车和轻型汽车；1937年至1940年间，工厂制造了332辆轻型汽车、1200辆货运汽车和200辆巴士。至1930年代末，凤凰车辆厂已经成为波罗的海三国中规模最大的汽车生产商。

### 苏联时期

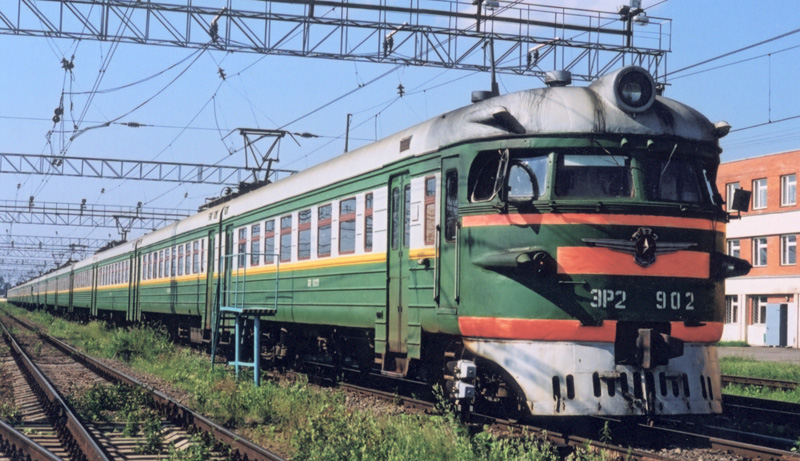
ER2型電力動車組

1940年8月，拉脱维亚苏维埃社会主义共和国成立，成为了苏联的第十五个加盟共和国。第二次世界大战期间，凤凰车辆厂除了生产铁路车辆外，并承担了大量铁路车辆、坦克、汽车的维修工作。二战结束后，工厂更名为里加车辆制造厂，并根据苏联铁路车辆工业的分工要求，成为苏联唯一的电力动车组制造商。1947年，里加车辆厂按照梅季希机器制造厂提供的技术资料，开始生产S型电力动车组；1949年，工厂开始生产MTV-82型有轨电车。此后，工厂的生产能力不断增长，在1951年工厂每年能够生产300辆电力动车组及76辆有轨电车，至1966年工厂创造了电力动车组年产量569辆的纪录，1960年代末工厂职工人数多达5963人。

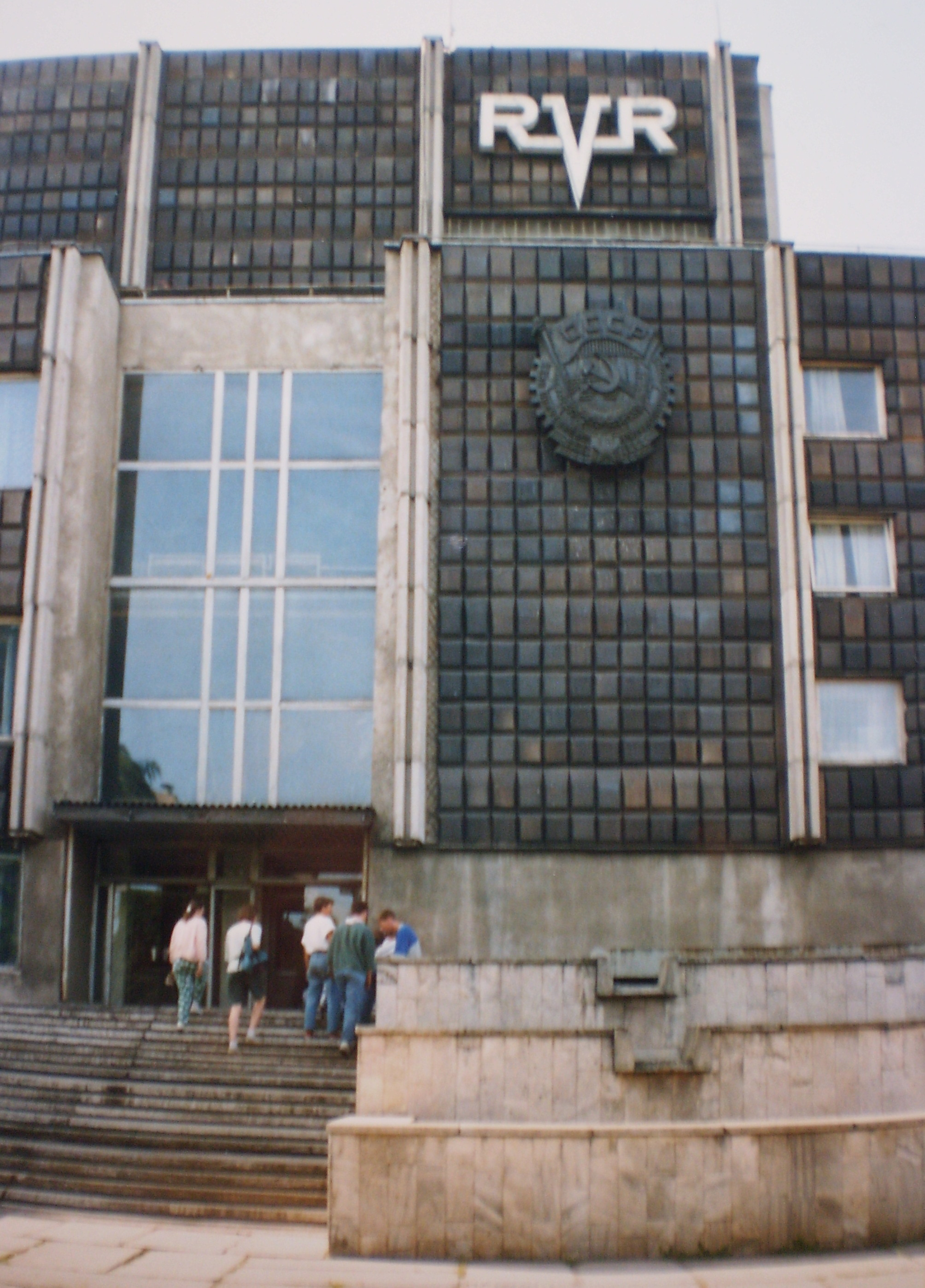
里加车辆厂总部大楼（1991年）

从1950年代至1980年代，里加车辆制造厂先后开发研制了ER1、ER2、ER6、ER10、ER22型等各种直流电力动车组，以及ER9、ER29、ER30型等各种交流电力动车组，在苏联铁路上得到了广泛使用，并出口至保加利亚、南斯拉夫、古巴等国。1963年，里加车辆制造厂根据苏联交通部的要求，研制了DR1型柴油动车组并投入批量生产。1973年，工厂又成功研制了最高速度达200公里/小时的ER200型高速电力动车组，并分别在1976年和1984年于莫斯科-列宁格勒铁路开始进行试验和投入运用。至1978年，里加车辆制造厂的年产量已经达到685辆铁路车辆及241辆有轨电车。

### 苏联解体后
1991年，随着苏联国内政治形势的急剧变化，多个加盟共和国先后宣布独立；同年12月25日，戈尔巴乔夫宣布辞去苏联总统职务，苏联正式解体。拉脱维亚独立之后，里加车辆制造厂转型为独立企业继续营运，并于1993年6月22日成立里加车辆制造厂股份有限公司（VAS «RĪGAS VAGONBŪVES RŪPNĪCA»）。从1949年至1993年，里加车辆制造厂累计生产了20,347辆电力动车组、1,934辆柴油动车组和7,744辆有轨电车，其产品遍及前苏联加盟共和国各地。然而在苏联解体后，里加车辆制造厂许多工程师和技术人员迁移至俄罗斯的杰米霍沃机器制造厂，使里加车辆制造厂的生产能力大幅下降，而且独联体各国的铁路运输生产面临严重滑坡，各国也极少采购新的机车车辆，里加车辆制造厂所接获的新造车辆订单亦寥寥无几，主要业务变为维修和翻新拉脱维亚铁路的铁路车辆。
2001年1月，拉脱维亚的菲利斯控股公司（Holdinga Kompanija FELIX）注资里加车辆制造厂，并控股、改造和恢复里加车辆制造厂的生产。2000年代，里加车辆制造厂逐渐走出了低谷，分别为拉脱维亚、立陶宛、爱沙尼亚、俄罗斯、白俄罗斯、格鲁吉亚和芬兰制造或翻新了850辆铁路货车、2505辆电力动车组和柴油动车组。